# Opritsjnina

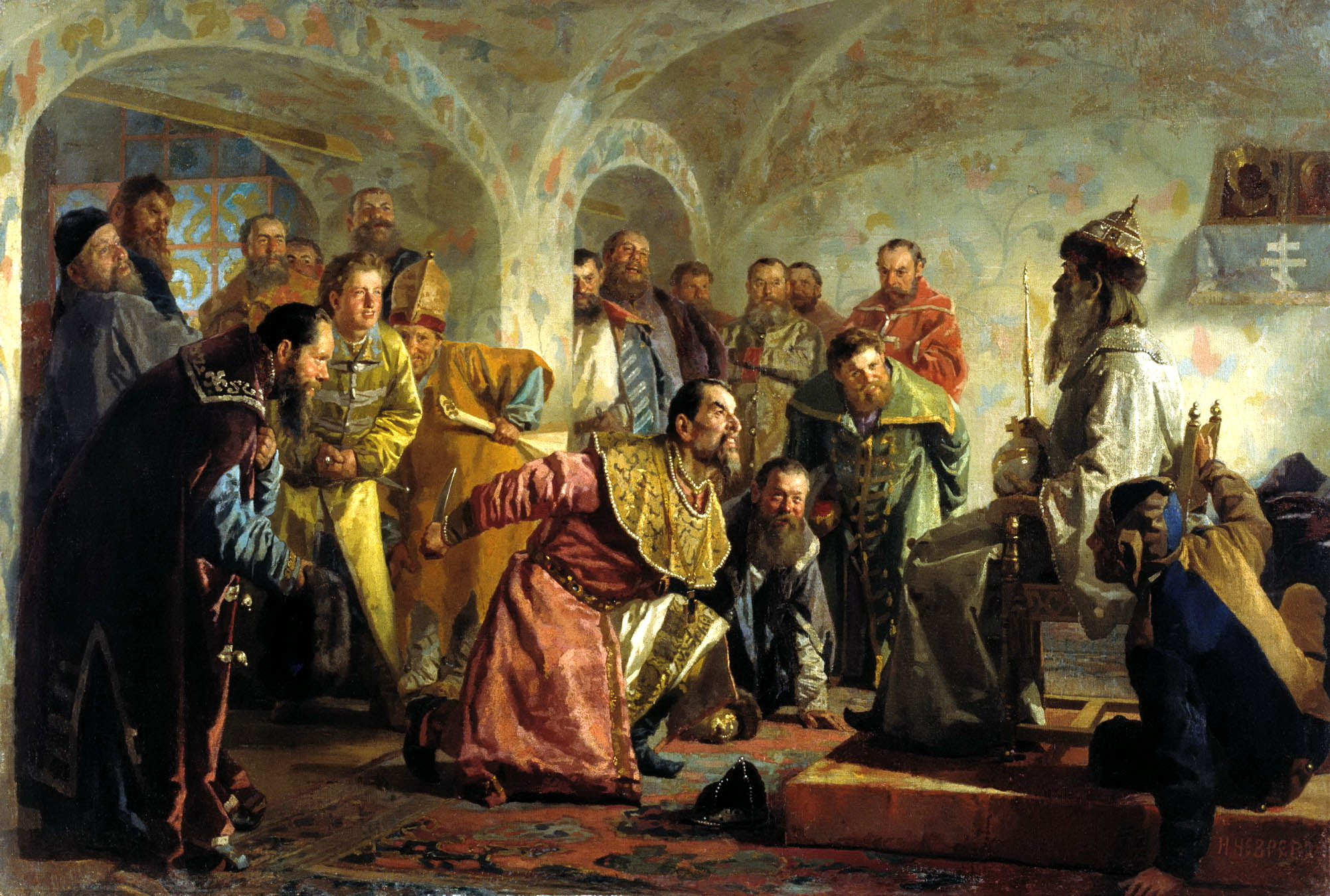
'Opritsjniki' (Nikolaj Njevrev)

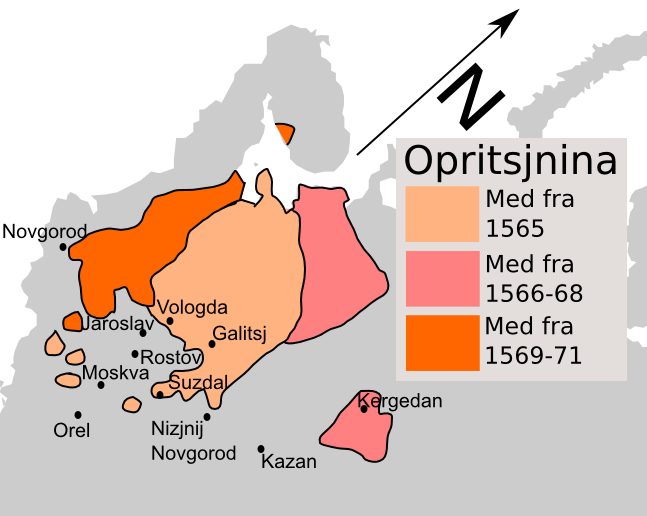
Gebieden onder de opritsjnina met jaren van toevoeging

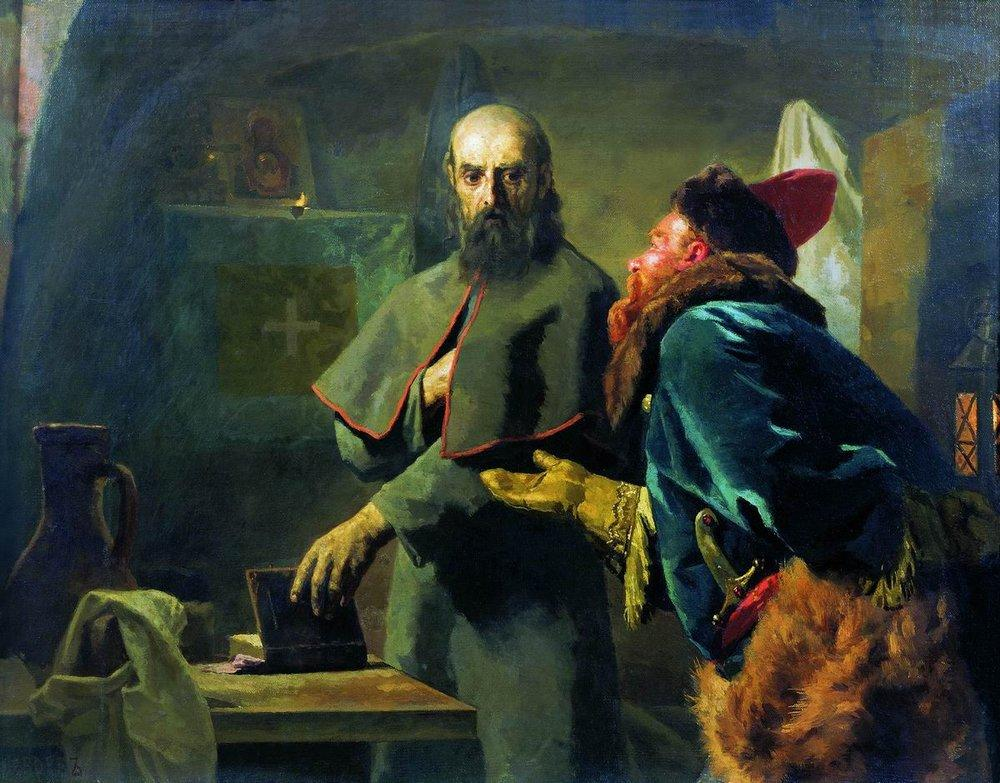
Maljoeta Skoeratov en metropoliet Filip. Schilderij uit 1898 van N.V. Njevrev

De Opritsjnina (Russisch: опричнина) was een onderdeel van Rusland dat onder direct bestuur stond van de tsaar onder Ivan de Verschrikkelijke. De term is afgeleid van het in onbruik geraakte Russische woord "опричь" (opritsj), wat "apart van, uitgesloten van" betekende. 
De Opritsjnina's werden gevormd in 1565 om Ivan een stuk gebied te verschaffen waarbinnen hij vrij zou zijn van bemoeienissen door de bojaren en waar hij geheel autocratisch kon heersen. De Opritsjnina omvatte veel van de beste landerijen van Rusland, inclusief gedeelten van Moskou en veel van de grote centrale steden. Het gebied omvatte uiteindelijk bijna een derde van Rusland. De rest van het land werd aangeduid als zemsjtsjina; gebieden die onder leiding stonden van machtige bojaren.
De Opritsjnina werd bestuurd door Opritsjniks, die extreem geweld gebruikten tegen elke vorm van verzet tegen het regime van Ivan, zowel tegen de adel als tegen de kleine boeren. Tijdens het tijdperk van de Opritsjnina werden duizenden mensen vermoord door de Opritsjniks en werd het land door hen verwoest. Wat eens de beste en meest vruchtbare gronden van Rusland waren geweest, was nu een verwoest gebied en was in productie ver onder het gemiddelde van de rest van het land gevallen. Mensen die niet waren geëxecuteerd, waren vaak gevlucht naar andere gebieden. In plaats  van de door Ivan gehoopte verhoging van de belastingopbrengsten daalden deze sterk, wat ertoe leidde dat bij de inval van de Krimtataren in 1571 Rusland slecht voorbereid was.
De terreur van de Opritsjniki die het leven was gaan beheersen, bracht de tsaar uiteindelijk in conflict met de Kerk. De hoogste geestelijke van de Russisch-orthodoxe kerk, metropoliet Filip (uit het bojarengeslacht Kolytsjov), die Ivan IV zelf naar Moskou had gehaald om hoofd van de kerk te worden, begon openlijk stelling te nemen tegen de wetteloosheid en wreedheid van de Opritsjniki. Toen de metropoliet eens weigerde de tsaar zijn zegen te geven, was de maat vol en viel hij in ongenade. Hij werd afgezet, verbannen en in opdracht van de tsaar in 1569 heimelijk door het hoofd van de Opritsjniki, Maljoeta Skoeratov, vermoord. Later is metropoliet Filip door de kerk heilig verklaard.
De Opritsjnina was dan ook een complete mislukking en Ivan werd gedwongen haar op te heffen in 1573 en ging daarna zo ver dat hij beweerde dat de Opritsjnina nooit bestaan had en dreigde verscheidene leiders met executie.
Door filmregisseur Sergej Eisenstein werden de Opritsjniks in zijn film Ivan de Verschrikkelijke I neergezet als gezonde, loyale en fatsoenlijke personages; in zijn film Ivan de Verschrikkelijke II werden ze op een wat minder positieve wijze uitgebeeld.